# Das Jahr 1945
Das Jahr 1945 ist ein Dokumentarfilm des DEFA-Studios für Dokumentarfilme von Karl Gass aus dem Jahr 1985.

## Handlung
Der Film ist chronologisch aufgebaut und zeigt die Zeit der letzten 128 Kriegstage von Januar 1945 bis zu den ersten Nachkriegstagen im Juni 1945.
Er beginnt in Berlin, als sich unter der Parole „Glauben, kämpfen, siegen“ die Bürger zu Hunderten zum Volkssturm melden und die Familien brauchbare Sachen zur Sammelstelle für Volksopfer bringen. Hier erfolgt auch die Premiere des Durchhaltefilms Kolberg von Veit Harlan. Am 12. Januar beginnt die Rote Armee auf Wunsch von Winston Churchill die Weichsel-Offensive, um die zu diesem Zeitpunkt bedrängten Westalliierten zu entlasten. Hierbei wurde auch die Schlacht um Posen geführt und die Stadt befreit. Weiter geht es über die Oder und den ersten Brückenkopf westlich der Oder bei Küstrin. Auf dem Weg dorthin wurde das KZ Auschwitz-Birkenau befreit. Gezeigt werden von dort u. a. Filmaufnahmen der für medizinische Versuche inhaftierten Zwillingskinder.
Anfang Februar wird auf der Krim die Konferenz von Jalta durchgeführt. Am 13./14. Februar finden die Bombenangriffe auf Dresden statt. Der Vormarsch der Amerikaner an der Westfront endete vorerst am Rhein, da hier fast alle Brücken von den Deutschen gesprengt wurden. Einzig die Brücke von Remagen war noch stehengeblieben, was dazu führt, dass der Rhein überwunden werden kann und die Westfront der deutschen Wehrmacht zusammenbricht. Der Vormarsch geht zügig voran, so dass am 11. April die Amerikaner in das KZ Buchenwald einmarschieren, dessen Häftlinge sich in der Hoffnung auf die nahenden Truppen, selbst befreit haben. Der kommandierende amerikanische General erteilt die Anordnung, dass 1000 Einwohner Weimars, darunter 500 Frauen, die 25 Kilometer zum Lager hochlaufen müssen, um sich somit von den Zuständen im KZ selbst überzeugen zu können.
Am 16. April um 4:57 Uhr Moskauer Zeit beginnt die Schlacht um Berlin. Am 25. April vereinen sich die amerikanischen und sowjetischen Truppen an der Elbe bei Torgau. Ebenfalls am 25. April wird der Ring um Berlin durch die Rote Armee geschlossen. Adolf Hitler nimmt sich am 30. April das Leben und bestimmt in seinem Testament den Großadmiral Karl Dönitz zu seinem Nachfolger als Staatsoberhaupt und Oberbefehlshaber der Wehrmacht. In seiner Antrittsrede über den Rundfunk ruft dieser das deutsche Volk zum Durchhalten und Weiterkämpfen auf. Im Laufe des 2. Mai erstirbt der Kampflärm über Berlin. Am 9. Mai um 0:43 Uhr Moskauer Zeit ist die Bedingungslose Kapitulation der Wehrmacht im Offizierskasino der Heerespionierschule in Berlin-Karlshorst (heute: Museum Berlin-Karlshorst) unterzeichnet. Antifaschisten, zurückgekehrt aus der Illegalität, aus dem Exil und aus den Konzentrationslagern beginnen mit dem Aufbau eines neuen Deutschland.

## Produktion
Das Jahr 1945 wurde als Schwarzweißfilm, mit zum großen Teil bis dahin unveröffentlichtem oder auch in Vergessenheit geratenem, internationalem Archivmaterial, unter den Arbeitstitel Das Jahr ‘45 von der Künstlerischen Arbeitsgruppe Effekt produziert. Die begleitenden Texte stammen von Klaus Wischnewski und die Musik wurde vom Kammerorchester der Staatskapelle Berlin eingespielt.
Die Premiere fand im Beisein zahlreicher Persönlichkeiten der Partei- und Staatsführung der DDR am 28. März 1985 im Berliner Kino International statt. Im Fernsehen der DDR wurde der Film am 8. Mai 1987 im 2. Programm gesendet.
Im Jahr 1985 sahen zwei Millionen Zuschauer diesen Film in den Kinos der DDR und machten ihn somit zum erfolgreichsten Film des Jahres.

## Kritik
Horst Knietzsch schrieb im Neuen Deutschland, dass der Beifall nach der Premiere stark und anhaltend war. Nach seiner Einschätzung lag in dieser Zustimmung die Anerkennung für ein Werk, das sich mit Leidenschaft und Tatsachentreue um die Darstellung von Ereignissen des Jahres 1945 bemühte, und gleichzeitig die subjektiven Erfahrungen und den politischen Standpunkt von Künstlern und Publizisten des Jahres 1985 zum Ausdruck brachte. Der Film beeindruckte und überzeugte durch das Zusammenwirken von publizistischen und künstlerischen Mitteln.
Helmut Ullrich meinte in der Neuen Zeit, dass sich dieser Film nicht darauf beschränkte eine filmische Illustration von Geschichtslektionen zu sein, denn er handelte zwar von den Lehren der Geschichte, doch nicht auf belehrende Weise. Für die Erschütterung und Einsicht hatten die Filmschöpfer ein dialektisches Verhältnis gefunden. Sie wendeten sich an das Gefühl und an den Verstand und zwangen zum genauen Hinsehen. – Dieser Film machte betroffen und nachdenklich.
Das Lexikon des internationalen Films nennt den Film einen spannenden, klug montierten und kommentierten, um Wahrhaftigkeit bemühten Dokumentarfilm, der mit zahlreichen historischen Originalaufnahmen die letzten 128 Tage des Krieges in Europa und die ersten Tage des Friedens beschreibt.

## Auszeichnungen
- 1985: Internationale Leipziger Dokumentar- und Kurzfilmwoche für Kino und Fernsehen: Silberne Taube[5]
- 1986: Kritikerpreis der Sektion Theorie und Kritik des Verbandes der Film- und Fernsehschaffenden der DDR: Sonderpreis[6]